# فرانکی رایدر
فرانکی رایدر (به انگلیسی: Frankie Rayder) (زاده ۲۶ ژانویه ۱۹۷۵) مدل آمریکایی است.